# Lijst van voetbalscheidsrechters
Dit is een lijst van voetbalscheidsrechters met een eigen artikel op de Nederlandstalige Wikipedia.

## A
- Janus Aalbrecht
- Diego Abal
- Esam Abd El Fatah
- Abdulrahman Abdou
- Karim Abed
- Andrew Achari
- Aliyar Ağayev
- Charles Agius
- Luigi Agnolin
- Joel Aguilar
- Ali Al-Badwawi
- Heinz Aldinger
- Emir Alečković
- Khalil Al Ghamdi
- Abdullah Al Hilali
- Sidi Alioum
- Abdulrahman Al-Jassim
- Mohammed Al-Hakim
- Paul Allaerts
- Fahad Al-Mirdasi
- Aleksandr Aliyev
- Abdulla Al-Marri
- Walter Altmann
- Quetzalli Alvarado
- Carlos Amarilla
- Sascha Amhof
- Arman Amirkchanian
- Sándor Andó-Szabó
- Åke Andreasson
- Aurelio Angonese
- Dennis Antamo
- Menelaos Antoniou
- Aleksandrs Anufrijevs
- Aleko Aptsiauri
- Jevhen Aranovsky
- Benito Archundia
- Petr Ardeleánu
- José Argote
- Andreas Argyrou
- Antonio Arias
- Gilberto Aristizábal
- Þorvaldur Árnason
- Zoran Arsić
- Rowan Arumughan
- Aziz Asimov
- Isidore Assiene-Ambassa
- Tony Asumaa
- Kyriakos Athanasiou
- Martin Atkinson
- Stuart Attwell
- Marius Avram
- Fırat Aydınus
- Nicola Ayroldi
- Deniz Aytekin
- Edgar Azzopardi

## B
- Esfandiar Baharmast
- Kenan Bajramović
- Cees Bakker
- Cristian Balaj
- Mykola Balakin
- Héctor Baldassi
- Suren Baliyan
- Veaceslav Banari
- Antoni Bandić
- Luca Banti
- Ishmael Barbara
- Graham Barber
- Marian Barbu
- Jason Barcelo
- Luis Barrancos
- Iván Barton
- Julio Bascuñán
- Abdul Malik Bashir
- Benoît Bastien
- Carlos Batres
- Christiaan Bax
- Chris Beath
- John Beaton
- Ivan Bebek
- Roland Beck
- Mervan Bejtullahu
- Dario Bel
- Said Belqola
- Wim Beltman
- Daniel Bennett
- Steve Bennett
- Olegário Benquerença
- Stijn Berben
- Paolo Bergamo
- Mauro Bergonzi
- Ondřej Berka
- Balázs Berke
- Espen Berntsen
- Paolo Bertini
- Gianni Beschin
- Mateo Beusan
- Vladislav Bezborodov
- Alain Bieri
- Gérard Biguet
- Luka Bilbija
- Sven Bindels
- Marcel Bîrsan
- Abdulkadir Bitigen
- Alan Black
- Erwin Blank
- John Blankenstein
- Arthur Blavier
- Frank De Bleeckere
- Kevin Blom
- Pol van Boekel
- Gergő Bogár
- Tamás Bognár
- Sergiej Bojko
- Cosimo Bolognino
- Joshua Bondo
- Angelo Bonfrisco
- Ad Boogaerts
- Theo Boosten
- Edwin Boot
- Marco Borg
- Paolo Borgosano
- Gennaro Borriello
- Marcin Borski
- Miloš Bošković
- Tony Bosković
- Ruud Bossen
- Alexandre Boucaut
- Emil Božinovski
- Eric Braamhaar
- Stefano Braschi
- Angelo Bratsis
- Matthew Breeze
- Iain Brines
- Jérôme Brisard
- Jan Bronkhorst
- John Brooks
- Bernhard Brugger
- Horst Brummeier
- Felix Brych
- Hernando Buitrago
- Ali Bujsaim
- Ruddy Buquet
- Jørgen Daugbjerg Burchardt
- Massimo Busacca
- Anthony Buttimer

## C
- Enrique Cáceres
- Cüneyt Çakır
- Bernard Camille
- João Capela
- Víctor Carrillo
- Johnny Casanova
- Stefano Cassarà
- Alberto Castellani
- Gastón Castro
- Darko Čeferin
- Carlos del Cerro Grande
- Graziano Cesari
- Francisco Chacón
- Carlos Chandía
- Tony Chapron
- Mehdi Abid Charef
- Antoine Chiaramonti
- Daniele Chiffi
- Andrei Chivulete
- Timotheos Christofi
- Luca Cibelli
- Christian-Petru Ciochirca
- Claudio Circhetta
- Kevin Clancy
- Kenny Clark
- Mark Clattenburg
- Raphael Claus
- Carlos Clos Gómez
- Coffi Codjia
- Pierluigi Collina
- William Collum
- Andrea Colombo
- Sebastian Colțescu
- Matthew Conger
- Alphonse Constantin
- David Coote
- Sorin Corpodean
- Gustavo Correia
- Charles Corver
- Paulo Costa
- Bruno Coué
- Koman Coulibaly
- Mark Courtney
- Raymond Crangle
- Bence Csonka
- Guillermo Cuadra Fernández
- Andrés Cunha

## D
- Nikola Dabanović
- Kim Dae-young
- Andrew Dallas
- Antonio Damato
- Jerome Damon
- Krste Danilovski
- Bastian Dankert
- Alexandru Deaconu
- Mike Dean
- Ricardo de Burgos Bengoetxea
- Bastien Dechepy
- Matthew De Gabriele
- Willy Delajod
- Amaury Delerue
- Germán Delfino
- Paul Delgadillo
- Andrea De Marco
- Denis Dembele
- Oleksandr Derdo
- Oleksij Derevinskyj
- Frans Derks
- Massimo De Santis
- Aristotelis Diamantopoulos
- Manuel Díaz Vega
- Marco Di Bello
- David Dickinson
- Malang Diedhiou
- Rob Dieperink
- Henk van Dijken
- Vasilis Dimitriou
- Christian Dingert
- Vadims Direktorenko
- Martin Dohál
- Raul Dominguez
- Jef Dorpmans
- Noumandiez Doué
- Neil Doyle
- Dietmar Drabek
- Oliver Drachta
- Dragomir Draganov
- Laurent Duhamel
- Nerijus Dunauskas
- Steve Dunn
- Jorge Pérez Durán
- Alain Durieux
- Paul Durkin
- Henk van Dijken

## E
- Stefan Ebner
- Svein-Erik Edvartsen
- Dick van Egmond
- Thomas Einwaller
- René Eisner
- Andreas Ekberg
- Ismail Elfath
- Horacio Elizondo
- David Elleray
- Mario van der Ende
- Saïd Ennjimi
- Orhan Erdemir
- Jonas Eriksson
- Ulf Eriksson
- Juan Francisco Escobar
- Mario Escobar
- Espen Eskås
- Xavier Estrada
- Henk van Ettekoven
- Shaun Evans
- Simon Lee Evans

## F
- Michael Fabbri
- Alireza Faghani
- Lukas Fähndrich
- Herbert Fandel
- Philip Farrugia
- Trustin Farrugia Cann
- Fredy Fautrel
- Daniel Fedorczuk
- David Fernández
- Vítor Ferreira
- Horațiu Feșnic
- Drew Fischer
- Hubert Forstinger
- Vassilis Fotias
- Bartosz Frankowski
- Stéphanie Frappart
- Erik Fredriksson
- Yigal Frid
- Juri Frischer
- Anders Frisk
- Marco Fritz
- Peter Fröjdfeldt
- David Fuxman

## G
- Nicolás Gallo
- David Gantar
- Darío García
- Roberto García Orozco
- Pascal Garibian
- António Garrido
- Bakary Gassama
- Antony Gautier
- Mark Geiger
- Arie van Gemert
- Anton Genov
- Bruce George
- Lars Gerner
- Laurens Gerrets
- Merlijn Gerritsen
- Mattias Gestranius
- Mustapha Ghorbal
- Paweł Gil
- Jesús Gil Manzano
- Grzegorz Gilewski
- Jarred Gillett
- Michel Girard
- Sebastian Gishamer
- Vlado Glođović
- Filip Glova
- Hüseyin Göçek
- Luís Godinho
- Guy Goethals
- Aleksandrs Golubevs
- Duarte Gomes
- Victor Gomes
- Epifanio González
- Leodán González
- Serdar Gözübüyük
- Hennie de Graaf
- Manuel Gräfe
- Iwan Griffith
- Orel Grinfeeld
- Gehad Grisha
- Gerhard Grobelnik
- Danilo Grujić
- Fernando Guerrero
- Mohamed Guezzaz
- Marco Guida
- Serge Gumienny

## H
- Eli Hacmon
- Tom Harald Hagen
- Kristoffer Hagenes
- Djamel Haimoudi
- Brian Hall
- Einar Halle
- Alain Hamer
- Markus Hameter
- Eldorjan Hamiti
- Nikolaj Hänni
- Kenn Hansen
- Tore Hansen
- Martin Hansson
- Alexander Harkam
- Robert Harvey
- Ovidiu Haţegan
- Norbert Hauata
- Terje Hauge
- Ben Haverkort
- Robert Hennessy
- Freek van Herk
- Anders Hermansen
- Alejandro Hernández
- Michael Hester
- Gilberto Hidalgo
- Yoshikazu Hiroshima
- Þóroddur Hjaltalín
- Jan Hobé
- Leo Horn
- Zaven Hovhannisyan
- Robert Hoyzer
- Vladimír Hriňák
- Jack van Hulten
- Arnold Hunter
- Luc Huyghe

## I
- Ioan Igna
- Salvador Imperatore
- Martin Ingvarsson
- Ravshan Irmatov
- Massimiliano Irrati
- Eduardo Iturralde González
- Sergej Ivanov
- Valentin Ivanov

## J
- Sven Jablonski
- Adrien Jaccottet
- Averii Jacques
- Christopher Jäger
- Dejan Jakimovski
- Kristinn Jakobsson
- Krzysztof Jakubik
- Albano Janku
- Ed Janssen
- Slim Jedidi
- Lorenc Jemini
- Aleksej Jeskov
- Redouane Jiyed
- Stefan Johannesson
- Michael Johansen
- Ken Henry Johnsen
- Dick Jol
- Håkan Jonasson
- Robert Jones
- Kim Jong-hyeok
- Nikolaj Jordanov
- Enea Jorgji
- Boško Jovanetić
- Srđan Jovanović
- Fran Jović
- Matej Jug
- Attila Juhos
- Edvin Jurisevic

## K
- Hannes Kaasik
- Georgi Kabakov
- Nejc Kajtazović
- Anastasios Kakos
- Mete Kalkavan
- Charalambos Kalogeropoulos
- Toru Kamikawa
- Gerhard Kapl
- Mihály Káprály
- Sajat Karabajev
- Ferenc Karakó
- Atilla Karaoğlan
- Sergej Karasjov
- Arda Kardeşler
- Petteri Kari
- Viktor Kassai
- Chris Kavanagh
- Jakob Kehlet
- Jan Keizer
- Keith Kennedy
- Alan Kelly
- Maarten Ketting
- Sascha Kever
- Asim Khudiev
- Alan Kijas
- Goga Kikatsjeisjvili
- Kim Sang-woo
- Hiroyuki Kimura
- Thorsten Kinhöfer
- Knut Kircher
- Siegfried Kirschen
- Sylvester Kirwa
- Peter Kjærsgaard-Andersen
- Stephan Klossner
- Ko Hyung-jin
- Dmytro Koebrjak
- Tom Koekoek
- Artjom Koetsjin
- Georgios Kominis
- Rien Koopman
- Viktor Kopijevskyj
- Laurent Kopriwa
- Dani Koren
- Damian Kos
- Drago Kos
- Aleksandar Kostadinov
- Mihalis Koukoulakis
- István Kovács
- Valentin Kovalenko
- Libor Kovařík
- Pavel Královec
- Peter Kralović
- Ívar Orri Kristjánsson
- Mads-Kristoffer Kristoffersen
- Giorgi Kroeasjvili
- Leo van der Kroft
- Morten Krogh
- Ivan Kružliak
- Zorbay Küçük
- Björn Kuipers
- Łukasz Kuźma
- Irakli Kvirikasjvili

## L
- Belaïd Lacarne
- Adam Ladebäck
- Nicolas Laforge
- Maksim Lajoesjkin
- Finn Lambek
- Ton Lammers
- Augusto Lamo Castillo
- Tullio Lanese
- John Langenus
- Stéphane Lannoy
- Sergey Lapochkin
- Jorge Larrionda
- Jørn West Larsen
- Claus Bo Larsen
- Rune Larsson
- Florjan Lata
- Harald Lechner
- Gal Leibovitz
- Michael Lerjéus
- François Letexier
- Kirill Levnikov
- Liran Liany
- Richard Liesveld
- Allard Lindhout
- Erich Linemayr
- Concetto Lo Bello
- Rosario Lo Bello
- Stephen Lodge
- Héber Lopes
- Walter López
- Giorgio Lops
- Vital Loraux
- Patricio Loustau
- Hugo Luijten
- Roelof Luinge
- Lazar Lukić
- Manfredas Lukjančukas

## M
- Jens Maae
- Carlos Maciel
- Robert Madden
- Andrew Madley
- Robert Madley
- Shamsul Maidin
- Eddy Maillet
- Danny Makkelie
- Robert Małek
- Alberto Undiano Mallenco
- Evangelos Manouchos
- Jeroen Manschot
- Granit Maqedonci
- Matteo Marchetti
- Szymon Marciniak
- Boris Marhefka
- Maurizio Mariani
- Enrique Marín
- Bryn Markham-Jones
- Ricardo Marques
- Andre Marriner
- Jair Marrufo
- Tim Marshall
- Richard Martens
- Yadel Martínez
- Juan Martínez Munuera
- Said Martínez
- Tiago Martins
- Menashe Masiah
- Demetrios Masias
- Elchin Masiyev
- Davide Massa
- Radek Matějek
- Antonio Mateu Lahoz
- Aleksej Matjoenin
- Andrés Matonte
- Vincent Mauro
- Gediminas Mažeika
- Milorad Mažić
- Paolo Mazzoleni
- Jim McCluskey
- John McDermott
- Dougie McDonald
- Brian McGinlay
- David McKeon
- Paul McLaughlin
- Steven McLean
- John Meachin
- Dimitar Mečkarovski
- Luis Medina Cantalejo
- Karel van der Meer
- Fernand Meese
- Urs Meier
- Manuel Mejuto González
- Wilson Mendonça
- Markus Merk
- Vitali Mesjkov
- Ben Mesotten
- Florian Meyer
- Ľuboš Micheľ
- Hugo Miguel
- Fábián Mihály
- Peter Mikkelsen
- Tomasz Mikulski
- Milovan Milačić
- Miloš Milanović
- Benoît Millot
- Nenad Minaković
- Svein Oddvar Moen
- Mohammed Abdulla Mohamed
- Ricardo Montero
- Roberto Moreno Salazar
- Christian Mulder
- Egbert Mulder
- César Muñiz Fernández
- Alejandro Muñiz Ruiz
- Dumitru Muntean
- José Munuera Montero
- Antti Munukka
- Tomasz Musiał

## N
- Henrik Nalbandjan
- Hamada Nampiandraza
- Maguette Ndiaye
- Nikolas Neokleous
- Ville Nevalainen
- Christos Nicolaides
- Ib Nielsen
- John Nielsen
- Kim Milton Nielsen
- Jaap van der Niet
- Bas Nijhuis
- Aleksej Nikolajev
- Ola Hobber Nilsen
- Karl-Erik Nilsson
- Ma Ning
- Yuichi Nishimura
- António Nobre
- Genc Nuza
- Glenn Nyberg
- Jérôme Efong Nzolo

## O
- Rade Obrenovič
- Michal Očenáš
- Peter O'Leary
- Michael Oliver
- Pavel Olšiak
- Roestam Omarov
- Ingmar Oostrom
- Pavel Orel
- Jorge Orellana
- Raúl Orosco
- Óscar Ortubé
- Daniele Orsato
- Kevin Ortega
- Enrique Osses
- Rodolfo Otero
- Eric Otogo-Castane
- Davy Otto
- Dominik Ouschan
- Rob Overkleeft
- Tom Henning Øvrebø
- Tom Owen
- Halis Özkahya

## P
- Luca Pairetto
- Bruno Paixão
- Igor Pajač
- Ali Palabıyık
- Károly Palotai
- Marios Panayi
- Bojan Pandžić
- Ioannis Papadopoulos
- Anastasios Papapetrou
- Gianluca Paparesta
- Erez Papir
- Bardhyl Pashaj
- Craig Pawson
- Tihomir Pejin
- Irfan Peljto
- Cláudio Pereira
- Wilton Pereira Sampaio
- Martin Pérez
- Armando Pérez Hoyos
- Günter Perl
- Radu Petrescu
- Arcangelo Pezzella
- Paul Philipp
- Roger Philippi
- Hervé Piccirillo
- Jérémie Pignard
- João Pinheiro
- Clayton Pisani
- Néstor Pitana
- John Pitti
- Graham Poll
- Alexis Ponnet
- Nikola Popov
- Éric Poulat
- Pablo Pozo
- Konrad Plautz
- Peter Prendergast
- Radek Příhoda
- Lee Probert
- Pedro Proença
- Adolf Prokop
- Sandi Putros

## Q
- Wálter Quesada

## R
- Paweł Raczkowski
- Pavle Radovanović
- Nicolae Rainea
- Nicolas Rainville
- Bart Ram
- César Arturo Ramos
- Pedro Ramos
- Fernando Rapallini
- Peter Rasmussen
- Lau van Ravens
- Mikkel Redder
- Petur Reinert
- Roi Reinshreiber
- Sandro Ricci
- Mike Riley
- Nicola Rizzoli
- Donald Robertson
- Jamie Robinson
- Carlos Robles
- Gianluca Rocchi
- Alfredo Rodas
- Marco Rodríguez
- Wilmar Roldán
- Eric Romain
- Roberto Rosetti
- Michael Ross
- Volker Roth
- Kurt Röthlisberger
- Stanley Rous
- Mario Rubio Vázquez
- Óscar Ruiz
- Donatas Rumšas
- Clay Ruperti

## S
- Rohit Saggi
- Jasmin Šabotić
- Kadir Sağlam
- Daniyar Sakhi
- Ricardo Salazar
- Subkhiddin Mohd Salleh
- Anar Salmanov
- Fedayi San
- José María Sánchez Martínez
- Alan Mario Sant
- Boelat Sarijev
- Alain Sars
- Ryuji Sato
- Sandro Schärer
- Daniel Schlager
- Aron Schmidhuber
- Frank Schneider
- Urs Schnyder
- Robert Schörgenhofer
- Robert Schröder
- Manfred Schüttengruber
- Manuel Schüttengruber
- Rajindraparsad Seechurn
- Admir Šehović
- Krisztián Selmeczi
- Tarcisio Serena
- Jan Severein
- Eitan Shemeulevitch
- Mark Shield
- Nawaf Shukralla
- Tom van Sichem
- Anastasios Sidiropoulos
- Daniel Siebert
- Hubert Siejewicz
- Janny Sikazwe
- Lasha Silagava
- Luis Paulino Siles
- Carlos Simon
- Novak Simović
- Barış Şimşek
- Denys Sjoerman
- Tommy Skjerven
- Damir Skomina
- David Šmajc
- George Smith
- Artur Soares Dias
- Stanislav Soechina
- Jeffrey Solís
- Emilio Soriano Aladrén
- César Soto Grado
- Juan Soto
- Jorge Sousa
- Wolfgang Sowa
- Simone Sozza
- Vitālijs Spasjoņņikovs
- Ilias Spathas
- Knud Stadsgaard
- Daniel Stålhammar
- Dragomir Stanković
- Wolfgang Stark
- Aleksandar Stavrev
- Kai Erik Steen
- Daniel Stefański
- Ryan Stewart
- Tobias Stieler
- Ivajlo Stojanov
- Igor Stojchevski
- Kevin Stott
- Marijo Strahonja
- Anton Stredák
- Markus Strömbergsson
- Martin Strömbergsson
- Duje Strukan
- Fritz Stuchlik
- Stéphan Studer
- Jakob Alexander Sundberg
- Padraigh Sutton
- Ignace van Swieten
- Damian Sylwestrzak
- Zsolt Szabó

## T
- Paolo Tagliavento
- Roomer Tarajev
- Muhammad Taqi
- Anthony Taylor
- Jack Taylor
- Alexandru Tean
- Fernando Teixeira Vitienes
- Facundo Tello
- René Temmink
- Bamlak Tessema Weyesa
- Chrysovalantis Theouli
- Bep Thomas
- Craig Thomson
- Paul Tierney
- Vilhjálmur Alvar Þórarinsson
- Stanislav Todorov
- Kristo Tohver
- Metin Tokat
- John Toro Rendón
- Carlos Torres
- Albert Toussaint
- Leontios Trattou
- Matteo Trefoloni
- Andris Treimanis
- Fiorenzo Treossi
- Stavros Tritsonis
- Alex Troleis
- Richard Trutz
- Lionel Tschudi
- Volen Tsjinkov
- Alexandru Tudor
- Clément Turpin
- Michael Tykgaard

## U
- Darío Ubríaco
- Jaap Uilenberg
- Miro Ukalovic
- Alper Ulusoy
- Halil Umut Meler

## V
- István Vad
- Giorgi Vadatsjkoria
- Ján Valášek
- Jesús Valenzuela
- Paolo Valeri
- Robertas Valikonis
- Ognjen Valjić
- Kevin Van Damme
- Frans Van Den Wijngaert
- Marcel Van Langenhove
- Gery Vargas
- Kyros Vassaras
- Michel Vautrot
- Martín Vázquez
- Gilles Veissière
- Carlos Velasco Carballo
- Carlos Vera
- Johan Verbist
- Jasper Vergoote
- Fábio Veríssimo
- Bart Vertenten
- Mauro Vigliano
- Petri Viljanen
- Michail Vilkov
- Ignasi Villamayor
- Armando Villarreal
- Slavko Vinčić
- Pieter Vink
- Lawrence Visser
- Vladimir Vnuk
- Nicolai Vollquartz
- Ante Vučemilović-Šimunović
- Domagoj Vučkov
- Milenko Vukadinović

## W
- Nick Walsh
- Howard Webb
- Henk Weerink
- Jan Wegereef
- Julian Weinberger
- Michael Weiner
- Siem Wellinga
- Tobias Welz
- Mark Whitby
- Reinold Wiedemeijer
- Alan Wiley
- Ben Williams
- Herbert Willing
- Luc Wilmes
- Michel Winter
- Enrico Wijngaarde
- Ryszard Wójcik
- Luc Wouters

## X
- Juxhin Xhaja
- Carlos Xistra

## Y
- Alon Yefet
- Bülent Yıldırım

## Z
- Fyodor Zammit
- Mario Zebec
- Miroslav Zelinka
- Vadim Zhuk
- Zygmunt Ziober
- Adil Zourak
- Siniša Zrnić
- Keimpe Zuidema